# Leucania costalis
Leucania costalis là một loài bướm đêm trong họ Noctuidae.